# Stadtbücherei Schorndorf
Die Stadtbücherei Schorndorf ist die öffentliche Bibliothek der Stadt Schorndorf.

## Geschichte
Die Stadtbücherei Schorndorf wurde 1949 gegründet. Im Herbst dieses Jahres hatte man durch Umbau eines Holzstalls einen Raum im Gebäude der früheren Lateinschule am Kirchplatz geschaffen. Nachdem der Stadtverwaltung die finanziellen Mittel für den Bücherkauf fehlten, folgte in den Schorndorfer Nachrichten ein zunächst wenig erfolgreicher – am ersten Annahmetag gingen kaum drei Dutzend Bände ein – Aufruf an die Bevölkerung:
„Unsere herzliche Bitte geht dahin, dass jeder Bürger, der noch eine größere Anzahl Bücher sein eigen nennen darf, einige zur Schaffung eines ersten Grundstocks der Volksbücherei stiftet, soweit er nach sorgfältiger und gewissenhafter Überlegung solche glaubt entbehren und damit seinen Mitbürgern dienen zu können.“
Am 21. Dezember 1949 öffnete die Stadtbücherei erstmals. Kinder unter 14 Jahren durften zunächst nicht ausleihen. Die Bevölkerung nutzte die Räume, wie ein Gemeinderatsprotokoll vermerkt, auch als Wärmestube. Im November 1953 zog die Bibliothek in einen Raum des mit finanzieller Unterstützung der USA erbauten Gemeinschaftshauses in der Augustenstraße 4, wo sie bis heute untergebracht ist. 1958 wurden Leihgebühren für Erwachsene in Höhe von 20 Pfennig und für Jugendliche in Höhe von 10 Pfennig pro Titel eingeführt, was einen Rückgang der Ausleihen verursachte.
In den 1960er Jahren erweiterte man die Stadtbücherei um einen zweiten Raum. Aus der Thekenbücherei, in der die Bibliothekarin die Wünsche des Entleihers an einer Theke entgegennahm, wurde eine Freihandbibliothek, in der die Leser selbst Zugang zu den Bücherregalen hatten.
Im Frühjahr 1980 erfolgte erneut eine Erweiterung und Umgestaltung der Räumlichkeiten. Nach dem Auszug des Kindertagheims 1986 wurde die Stadtbücherei wieder umgebaut und um den Südflügel mit Leseterrasse erweitert. Im Jahr 2000 wurde die Einrichtung durch den Anbau eines Treppenhauses mit Personenaufzug barrierefrei.

## Neuer Standort ab Ende 2026
Seit 2023 wird von der Stadt Schorndorf ein Um- und Neubau der Stadtbücherei im Gebäude der Alten Meierei/Spitalhof in der Archivstraße durchgeführt. Der Umzug in das neue Gebäude war für Sommer 2025 geplant. Durch massiven Pilzbefall des historischen Fachwerkgebäudes wird der Umbau deutlich teurer und aufwendiger. Der Umzug ist nun für Ende 2026 geplant, die Gesamtkosten werden mit 13,3 Millionen Euro angegeben.

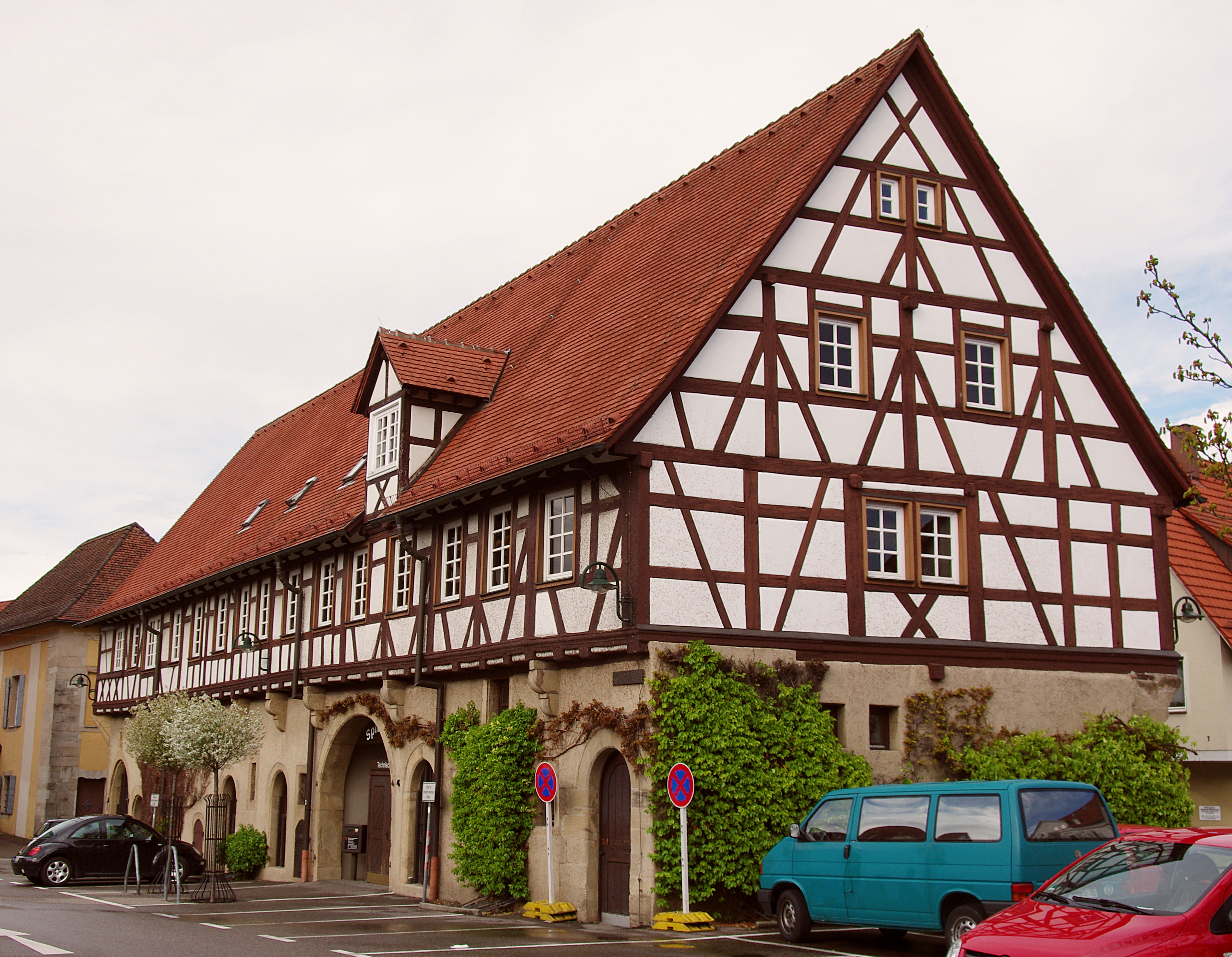
Spitalhof, Alte Meierei (2012), wird derzeit umgebaut zum neuen Standort der Stadtbücherei
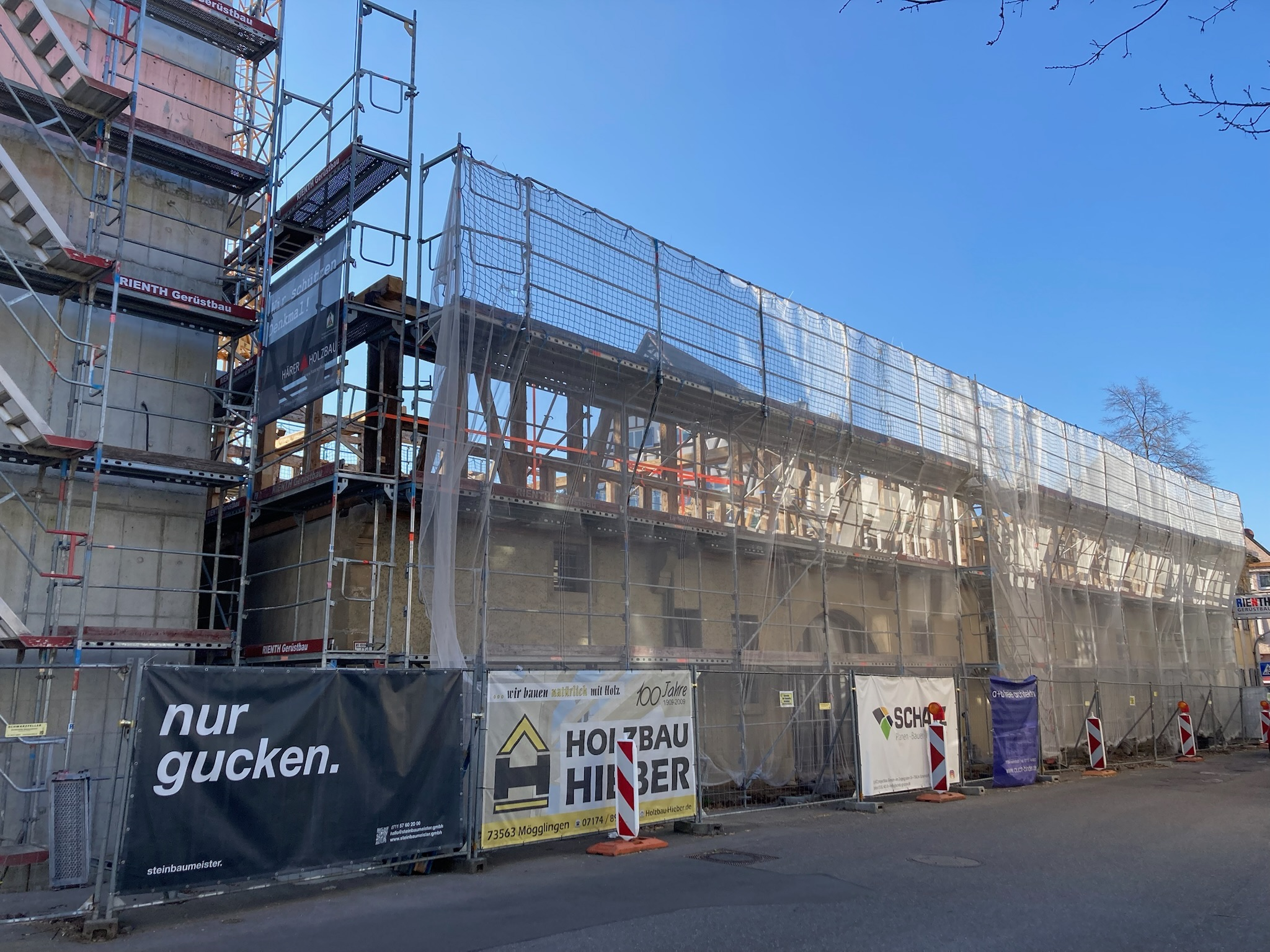
Schorndorf, Archivstraße, Alte Meierei, während der Umbauphase zur Stadtbücherei, 2025
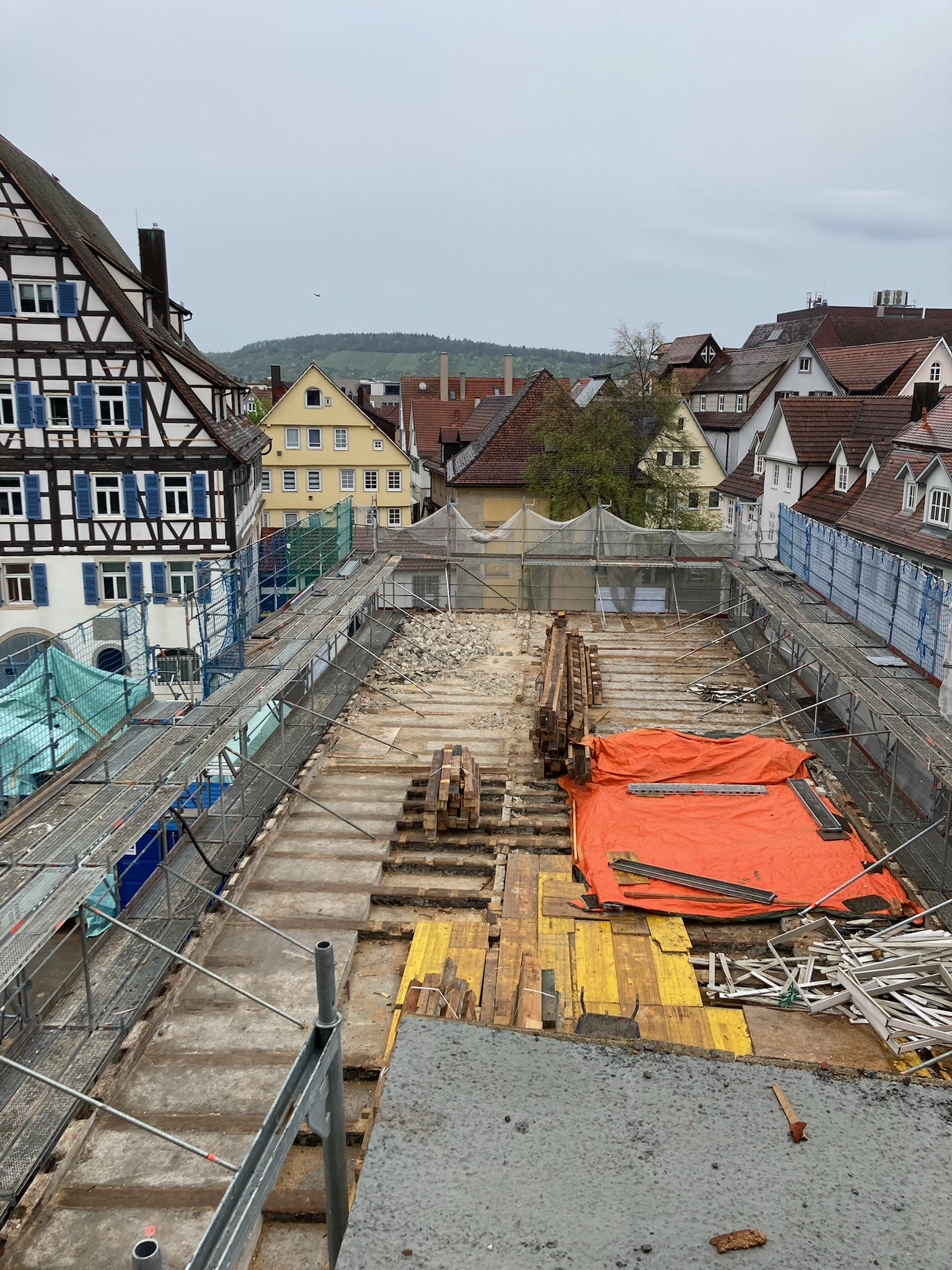
Schorndorf, Archivstraße, Alte Meierei, während der Umbauphase zur Stadtbücherei, 2025, Blick auf den abgetragenen Dachstuhl

## Schorndorfer „Bibliotheksskandal“
Bundesweite Schlagzeilen machte die Bibliothek 1981. Oberbürgermeister Rudolf Bayler befürchtete beim damaligen Bibliotheksleiter einen linkslastigen Bestandsaufbau, nachdem dieser Bücher bei einer als „links von der Mitte“ eingestuften Veranstaltung der Volkshochschule präsentiert hatte. In der Folge sollte er seine Bücherbestellungen zur Genehmigung im Rathaus vorlegen. Angesichts dieser Zensur und Einschränkung seines fachlichen Entscheidungsspielraumes kündigte der Bibliothekar. Ein nachfolgender Bewerber wurde im Vorstellungsgespräch nach seiner politischen Ausrichtung gefragt; außerdem erfuhr er, dass künftig vier Frauen – in der folgenden Diskussion gerne „literarisches Damenquartett“ genannt – die Bestellungen sichten und die „große Linie“ der Neuanschaffungen mitbestimmen würden. Die Wellen schlugen hoch; durch die Einmischung des bibliothekarischen Berufsverbands wurde der Fall deutschlandweit publik.

## Bestand und Ausleihen, Veranstaltungen
Die Stadtbücherei Schorndorf bietet heute circa 46.000 Medien (Stand 31. Dezember 2024), darunter Bücher, Gesellschaftsspiele, DVDs, Videospiele und E-Medien. Sie stellt aktuelle Tageszeitungen und ca. 0 Zeitschriftentitel zur Verfügung. Im Jahr 2024 erzielte sie gut 235.000 Entleihungen.
Die Stadtbücherei bietet freies WLAN und zwei öffentliche Internet-PCs. Der Bestand ist online recherchierbar, die Vormerkung bzw. Verlängerung von Medien sind per Web-OPAC möglich. Die Bibliothek beteiligt sich an der Onleihe Rems-Murr.
Im Rathaus des Ortsteils Weiler ist eine Zweigstelle mit 5.800 Büchern untergebracht, die vorrangig Kinder- und Jugendliteratur sowie Belletristik anbietet.
Die Bücherei organisierte im Jahr 2024 fast 80 Veranstaltungen. Das waren vor allem Lesungen und Leseförderangebote für Kinder und Jugendliche. 72 Schulklassen und Kindergartengruppen erhielten eine altersgerechte Führung.
Insgesamt zählte die Stadtbücherei 2024 circa 60.000 Besucherinnen.